# Calf of Man
The Calf of Man er en lille ø på 2,6 km² i det irske hav, sydvest for Isle of Man, kun adskilt af the Calf Sound. Højeste punkt er 102 m.
Ordet calf stammer fra det oldnordiske kalfr (kalv) og betyder en lille ø ved en større ø. (Se også Kalv (geografi).) Øen er udlagt som fuglereservat og kan besøges hele året, bortset fra fuglenes rugeperiode.
Øen har et automatiseret fyr. 